# 魏松
魏松（1954年11月1日—），中国男高音歌唱家、歌剧演员，一级演员。

## 生平
毕业于上海音乐学院声乐系，其间师从周小燕、王维德等音乐教授。在歌唱事业方面，他还与戴玉强、莫華倫齐名，并称“中国三大男高音”。

## 音乐作品
- 奇迹 CD 2011 - 中国民歌，例如《茉莉花》

DVD：
- 苍原（英语：Zan Yuen） DVD
- 中国三大男高音 DVD